# Kolāhdūz
Kolāhdūz (persiska: كلاهدوز, كُلاب دوز, كُلِه دوز) är en ort i Iran.   Den ligger i provinsen Markazi, i den centrala delen av landet, 250 km sydväst om huvudstaden Teheran. Kolāhdūz ligger 1 926 meter över havet och antalet invånare är 417.
Terrängen runt Kolāhdūz är kuperad. Runt Kolāhdūz är det ganska tätbefolkat, med 54 invånare per kvadratkilometer. Närmaste större samhälle är Tūreh, 14,0 km sydväst om Kolāhdūz. Trakten runt Kolāhdūz består i huvudsak av gräsmarker.